# Teatro Municipal de Santiago de Chile
Le Municipal de Santiago, Opéra national du Chili, situé à Santiago, est la scène principale du Chili pour la musique classique,.